# Tephritis arnicae
Espèce
Synonymes
- Musca arnicae Linnaeus, 1758
- Tephritis melanotrichota Hendel, 1903
- Trypeta arnicivora Loew, 1844
- Trypeta flavicauda Meigen, 1826
- Tephritis malanotrichota Becker, 1905

La Mouche de l'Arnica (Tephritis arnicae) est une espèce d'insectes diptères de la famille des Tephritidae et du genre Tephritis. À quelques rares exceptions près, elle est totalement inféodée à la plante hôte de sa larve : Arnica montana qui se développe dans les montagnes acides européennes. Son hôte se raréfiant, elle suit logiquement cette évolution. Plante médicinale majeure des pharmacopées européennes, l'arnica fait l'objet de nombreuses expérimentations de cultures, Tephritis arnicae en est devenu un de ses ravageurs.

## Description

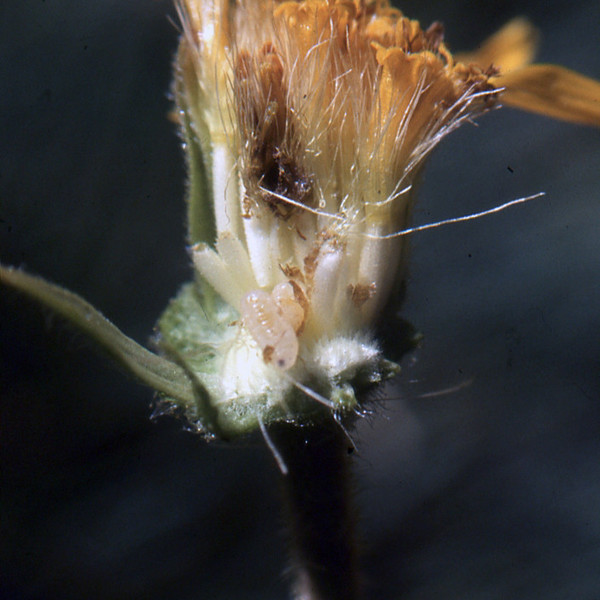
Larves de Tephritis arnicae

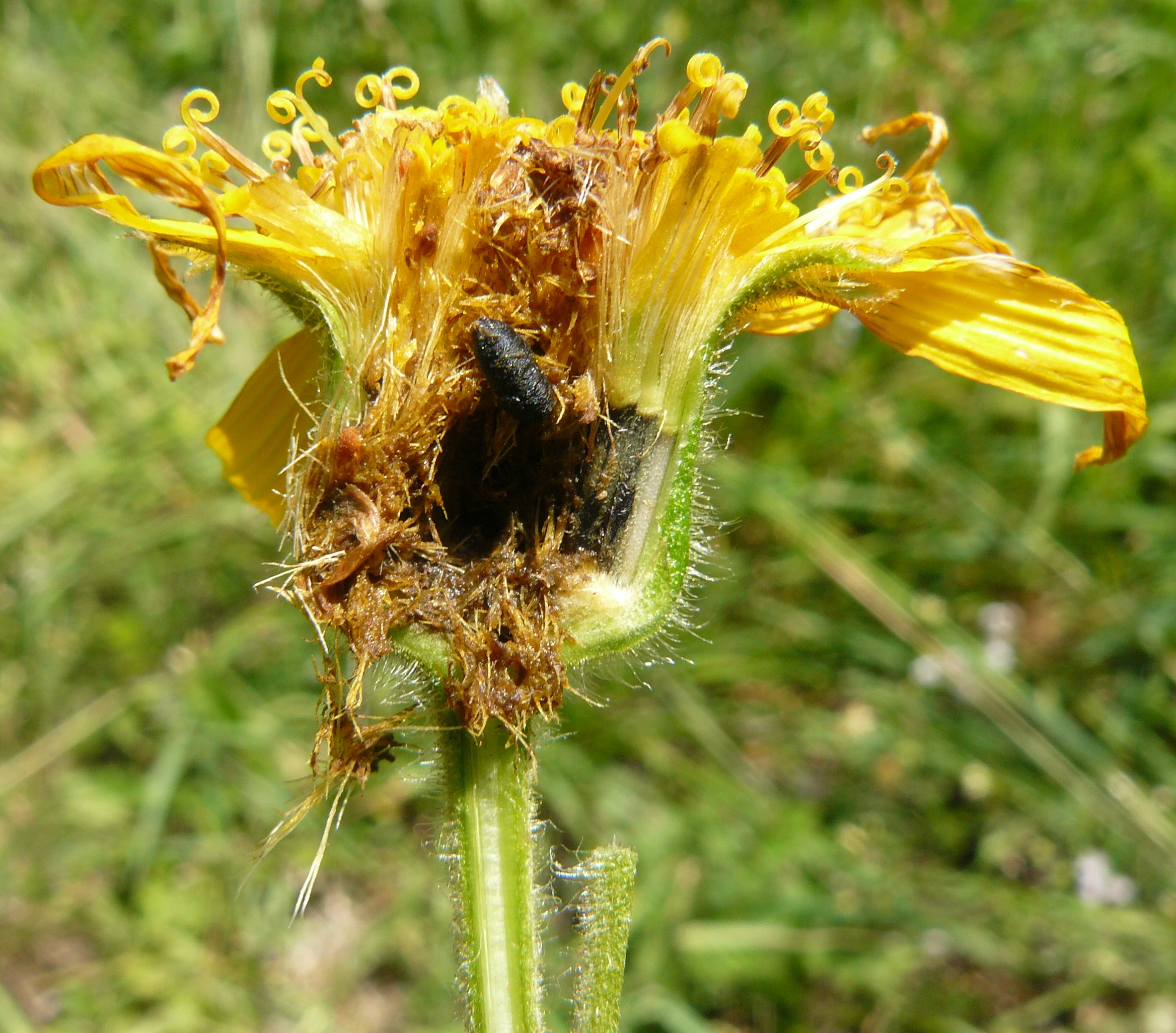
Pupe noire de Tephritis arnicae

Les imagos, petites mouches aux ailes tachetées de brun, volent dès mai/juin, leur accouplement et la ponte des femelles succédant rapidement à leur première apparition. Les œufs, fusiformes, blancs et longs de 0,6 mm sont déposés par petits paquets (de 2 à 4) sur ou entre les fleurs tubulaires en formation, à l'intérieur des boutons floraux peu développés de Arnica montana. La présence de larves d'âges différents témoigne qu'une ou plusieurs femelles peuvent y déposer leur ponte successivement.
Le développement larvaire comprend trois stades de 20 à 40 jours, de fin-juin à début août. Les larves apodes, d'abord fusiformes, prennent rapidement l'aspect d'un asticot blanc crème et nettement segment. Elles se nourrissent des fleurs tubulaires, et plus particulièrement des ovaires, qu'elles perforent, voire pénètrent de la totalité de leur corps, la tête dirigée vers le bas. Si de nombreuses larves partagent le même capitule (jusqu'à 15, elles dévorent le réceptacle, puis envahissent parfois les premiers centimètres de la tige. Matûres, elles atteignent 4 à 5 mm de long.
La nymphose, d'une durée moyenne de 20 jours, se déroule au sein du puparium en forme de petit tonnelet sombre (de brun foncé à noir) et operculé d'où émergera l'imago. Ainsi, la totalité du développement pré-imaginal se passe au sein du capitule qui remplit une double fonction, celle de garde-manger et celle de protection physique contre d'éventuels prédateurs ou parasitoïdes. En effet, deux espèces d'hyménoptères  semblent parasiter les larves de Tephritis arnicae : Pteromalus alpipennis et Pronotolia carlinarum.
De juillet à août, a lieu l'émergence échelonnée des imagos. Après leur dispersion, ces adultes quittent leur plante hôte durant la saison froide pour hiverner dès l'automne dans des régions plus clémentes et sur d'autres plantes. L'apparition en nombre élevé de Tephritis arnicae sur des cultures fleurissant pour la première fois témoigne de la grande aptitude de migration de l'insecte en vue de découvrir de nouvelles stations plante-hôte. De plus, cela suggère que T. arnicae ne forme pas de populations stables et inféodées à un site précis mais qu'il colonise chaque année une zone indéterminée, à partir de son lieu d'hivernage. La colonisation de ces nouveaux sites s'effectue alors que la plante ne forme qu'une rosette de 5 cm de diamètre environ. Par conséquent, des substances volatiles émises par les feuilles (d'ailleurs très chargée en huiles essentielles) pourraient intervenir dans ce phénomène attractif. Quant aux parades, la présence de mâle sur les rosettes en tout début de printemps semble témoigner de la rencontre des partenaires et la fécondation sur la station elle-même.

## Écologie et répartition

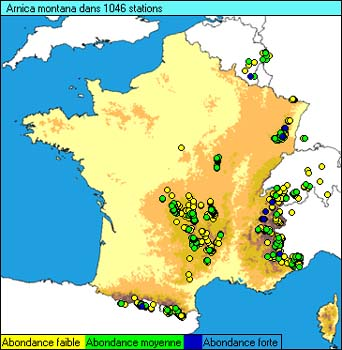
Carte de répartition de France de Arnica montana subsp montana

L'aire de répartition de cette espèce paléarctique coïncide avec celle de son hôte, Arnica montana L.. Plus précisément, étend absente de la péninsule Ibérique, elle serait en relation directe avec Arnica montana L. subsp montana. Cette aire s'étend donc des Pyrénées à la Russie et du Sud des Alpes à la Scandinavie. En France, on la rencontre dans les massifs montagneux acides : Massif central, Pyrénées, Vosges et Alpes où elle est présente de 1000 à 2 600 m d'altitude,.
Inféodée à cette arnica, elle subit les conséquences du biotope très particulier de sa plante hôte. En effet, ce végétal se développe uniquement sur des sols acides ne contenant ni bases ni éléments nutritifs. De ce fait, ses populations sont fortement malmenées par l'agriculture intensive et deviennent de plus en plus rares. Ce statut vaut d'ailleurs à Arnica montana d'être nommée dans de nombreux textes de loi la protégeant. À ce titre, elle figure dans la Directive habitats européenne dont Tephritis arnicae bénéficie indirectement.
Les diptères Melanagromyza arnicarum, Phytomyza arnicae et le petit lépidoptère Digitivalva arnicella sont également monophages d’Arnica montana.
Bien que Tephritis arnicae soit pratiquement totalement inféodée à Arnica montana, elle a été observée occasionnellement sur Aster bellidiastrum, sur Doronicum austriacum et sur Doronicum grandiflorum qui ont toutes des sensibilités montagnardes marquées,.

### Synchronisation deTephritis arnicaeavecArnica montana
Les périodes de vol des adultes coïncident avec la floraison de l'arnica. Leurs dates fluctuent donc en fonction de l'altitude et de la latitude du site, selon la précocité et la vitesse de développement de l'arnica. Cette synchronisation parfaite entre le ravageur et son hôte résulte d'un long processus de coévolution, phénomène fréquent chez les Tephritidae, autant sur le plan morphologique que dans le cycle de développement. Chez Tephritis conura, une espèce voisine infestant les fleurs de Cirsium heterophyllum, Roemstoeck-Voelkl (1990) a clairement mis en évidence l'influence de la synchronisation de la période de dépôt des œufs dans les boutons floraux (oviposition) avec le stade phénologique de la plante sur le degré d'infestation d'un site donné. De surcroît, le nombre d'adultes présents sur un site est intimement lié au nombre de boutons offrant des conditions favorables à la plante. Par analogie, les femelles de T. arnicae seraient « prêtes » à pondre en même temps que l'apparition des premiers boutons.

## Un ravageur des cultures d'Arnica montana
À partir des capitules de l'arnica, on extrait un médicament reconnu officiellement, afin de soigner les inflammations et les ecchymoses. Bien que ces larves soient aisément extraites et que les capitules parasités soient utilisables après nettoyage, certains auteurs la disent très toxique tandis que d'autres accusent cette larve de faire perdre à l'Arnica ses propriétés médicinales. Présent sur les stations sauvages, il n'en est pas moins ravageur sur les cultures. Considérant, les dégâts économiques du diptère, la Station fédérale de recherche agronomique de Changins (Suisse) a été mandaté par Weleda afin d'endiguer le problème de ses essais de culture. Leur étude propose des moyens de lutte adaptés.
La colonisation de nouveaux sites d'arnica ayant lieu dès la première année de récolte, il convient de protéger la culture dès l'année de mise en place.
- Les larves étant bien protégées des prédateurs et des parasitoïdes, mais également des substances chimiques par les bractées des boutons floraux, une lutte par lâché d'antagoniste et par insecticides naturel (roténone) est exclue. L'emploie de substances synthétiques pénétrantes est à exclure pour des raisons toxicologiques[1].
- L'emploie de pièges à mouche de la carotte semble inefficace quant à la baisse du taux d'infestation[1].
- La protection des cultures par un filet anti-insecte semble être la plus efficace d'une part car son efficacité peut avoisiner les 100 % et d'autre part car elle ne présente pas les inconvénients d'un usage en plaine causés par une forte élévation thermique sous le filet. La date de mise en place devrait être posée au plus tard quinze jours après l'apparition des rosettes (abstraction faite des conditions météorologiques) et devront rester en place jusqu'à la levée des hampes florales (10–15 cm de haut). Cependant, ceci devra répondre à un compromis entre la lutte contre le ravageur et les exigences culturales (sarclage, désherbage) De plus, la présence de filet influence le développement de maladies cryptogamiques, en particulier celles du charbon de l'arnica (Entyloma arnicalis) Les plantes atteintes voient leur développement fortement entravé avant et/ou après leur floraison. Il apparaît qu'une sélection génétique de souches résistantes permettrait d'endiguer le problème[1].